# Beat Furrer
Pour les articles homonymes, voir Furrer.
Beat Furrer est un compositeur suisse né à Schaffhouse le 6 décembre 1954.

## Biographie
Il étudie le piano à Schaffhouse, puis à Vienne la direction d'orchestre puis la composition (avec Roman Haubenstock-Ramati). 1984 : lauréat du Concours de composition « Jeune génération en Europe ». Il est l'un des fondateurs et le directeur artistique de l'ensemble Klangforum Wien depuis 1985. Il en devient le chef d'orchestre en 1992. 
Il enseigne la composition à l’École supérieure de musique et des arts de la scène de Graz depuis 1991.
Bourse Siemens en 1992, compositeur en résidence aux Semaines musicales de Lucerne en 1996.
Dès 2006, il est professeur de composition invité à l'École supérieure de musique de Francfort. Il a reçu le Prix de musique de la Ville de Vienne en 2004 et est membre de l’Académie des arts de Berlin depuis 2005. Il obtient le Lion d’or à la Biennale de Venise 2006 pour l’opéra FAMA.

## Quelques œuvres
- 1985 : Trio pour flûte, saxophone et clarinette
- 1988 : Ultimi cori pour chœur et percussions
- 1990 : Studie - Übermalung pour grand orchestre
- 1990 : à un moment de terre perdu pour ensemble
- 1992 : Compose son premier opéra «Die Blinden», commande de l’Opéra d’État de Vienne pour le Festival "Wien Modern". Bourse Siemens.
- 1994 : création de « Narcissus » à l’Opéra de Graz dans le cadre du « Steirischer herbst ».
- 1997 : Psalm, pour chœur de huit voix a cappella
- 1999 : "aria" pour Soprano et 6 instruments. Texte de Günter Eich (1999).
- 2001 : sa pièce de théâtre musical « BEGEHREN » est créée à Graz
- 2003 : l’opéra « INVOCATION » est créé à Zurich
- 2004 : 3° Quatuor à cordes, Tage für neue Kammermusik, Arditti Quartett
- 2005 : l’opéra « FAMA » est créé au Festival de Donaueschingen. Lion d’Or à Venise.
- 2006 : Création mondiale de „PHAOS“ pour orchestre symphonique à Stuttgart
- 2007 : Création mondiale du Concerto pour piano et orchestre à la Radio WDR de Cologne

## Honneurs
- 2003 : Prix de la ville de Vienne pour la musique.
- 2018 : Prix Ernst-von-Siemens[2].